# جورجييفسك
جورجييفسك (بالروسية: Георгиевск) هي إحدى مدن روسيا في الكيان الفدرالي الروسي ستافروبول كراي.